# Liste der Hochhäuser in Idaho
In der Liste der Hochhäuser in Idaho werden die höchsten Hochhäuser im US-Bundesstaat Idaho ab einer strukturellen Höhe von 50 Metern aufgezählt. Das bedeutet die Höhe bis zum höchsten Punkt des Gebäudes ohne Antenne. Aufgezählt werden nur fertiggestellte und im Bau befindliche Hochhäuser.

## Auflistung der Hochhäuser nach Höhe
| Nr. | Name                          | Stadt         | Höhe                         | Etagen | Baujahr | Status |
| --- | ----------------------------- | ------------- | ---------------------------- | ------ | ------- | ------ |
| 1.  | Zions Bank Idaho Headquarters | Boise         | 98,5 m                       | 18     | 2014    | Erbaut |
| 2.  | US Bank Plaza                 | Boise         | 81,4 m                       | 20     | 1978    | Erbaut |
| 3.  | Coeur d’Alene Resort Tower    | Coeur d’Alene | 65,8 m                       | 18     | 1989    | Erbaut |
| 4.  | Parkside                      | Coeur d’Alene | 64,9 m                       | 20     | 2008    | Erbaut |
| 5.  | One Capital Center            | Boise         | 62,8 m                       | 14     | 1975    | Erbaut |
| 6.  | Idaho State Capitol           | Boise         | 60,4 m (Höhe bis zur Spitze) | 4      | 1920    | Erbaut |
| 7.  | The Grove                     | Boise         | 59,7 m                       | 16     | 2000    | Erbaut |
| 8.  | The Aspen Lofts               | Boise         | 59,1 m                       | 17     | 2009    | Erbaut |
| 9.  | Wells Fargo Center            | Boise         | 55,5 m                       | 11     | 1988    | Erbaut |
| 10. | Banner Bank Building          | Boise         | 55,2 m                       | 11     | 2006    | Erbaut |
| 11. | Key Center                    | Boise         | 53 m                         | 13     | 1982    | Erbaut |
| 12. | McEuen Terrace                | Coeur d’Alene | 52,1 m                       | 15     | 2002    | Erbaut |
| 13. | Hoff Building                 | Boise         | 50,3 m                       | 14     | 1930    | Erbaut |